# Король комедии
«Король комедии» (англ. The King of Comedy) — фильм режиссёра Мартина Скорсезе, снятый в США в 1982 году. Трагикомедия с многочисленными элементами чёрного юмора. Главную роль исполняет Роберт Де Ниро. Участие в основной конкурсной программе Каннского кинофестиваля, 4 номинации на премию Британской киноакадемии, включая победу за лучший оригинальный сценарий.

## Сюжет
Руперт Папкин (Де Ниро), амбициозный, но заурядный персонаж, уверен в своём предназначении стать великим комиком. Он случайно знакомится с телеведущим Джерри Лэнгфордом (Льюис) и начинает досаждать всей команде создателей популярного шоу. После прямого отказа, Руперт со своей подругой Машей (Бернхард) захватывает Джерри в заложники. В качестве условия освобождения выдвигается одно требование — участие Руперта как главного персонажа в вечернем шоу Лэнгфорда с последующей трансляцией его в национальном эфире. Телекомпания по настоянию властей соглашается и приступает к записи передачи. В это время заложнику, которого Маша прячет в доме своих родителей на Манхеттене, удаётся бежать.
Юмористические монологи Папкина неплохо воспринимаются приглашённой публикой. В финале он заявляет, что похитил Лэнгфорда, чтобы попасть в шоубизнес. Окружающие смеются, воспринимая это как часть скетча. Руперт завершает: «Завтра вы узнаете, что я не шутил, и подумаете, что я сумасшедший. Но я полагаю, что лучше быть королём на одну ночь, чем ничтожеством всю жизнь».
Фильм завершается телевизионным репортажем о выходе Руперта Папкина из тюрьмы, аннотацией его автобиографии «Король на одну ночь» и его первым выступлением (фильм оканчивается в тот момент, когда комик готовится произнести свою речь).

## В ролях
- Роберт Де Ниро — Руперт Папкин
- Джерри Льюис — Джерри Лэнгфорд
- Дайэнн Эбботт — Рита Кин
- Сандра Бернхард — Маша
- Шелли Хэк — Кэти Лонг
- Эд Херлихи — Эд, камео
- Тони Рэндалл — камео
- Лоретта Туппер — поклонница
- Катрин Скорсезе — мать Руперта (голос)
- Мартин Скорсезе — директор шоу, камео

## Критика
- Ведущий кинообозреватель «Чикаго Сан-Таймс» Роджер Эберт: «„Король комедии“ Мартина Скорсезе — один из самых скучных и тягостных фильмов, которые я видел. Трудно поверить, что это создал Скорсезе. После жестоких и сексуальных „Злых улиц“ и „Таксиста“ здесь мы видим агонизирующих, одиноких и злых людей, эмоции которых плотно закупорены у них внутри. Кажется, фильм готов вот-вот взорваться, но этого не происходит. <…> „Король комедии“ не весёлый фильм. Это не плохой фильм. Его неприятно смотреть, неприятно вспоминать, что действует, по-своему, весьма эффективно. Это отступление Скорсезе из фильмов, которые бурлили жизнью, в эмоциональную пустыню. Сейчас в кино Скорсезе и Де Ниро наиболее продуктивная творческая команда, и то, что они решились делать такое странное, стимулирующее, неудовлетворённое кино — хорошая новость»[3].
- Интернет-издание «Daily film dose», Алан Бакхус: «Это один из лучших фильмов с Де Ниро. Сцена за сценой мы видим грань Де Ниро, которую мы не знали ни до, ни после. Великолепны моменты в подвале дома его матери, где он создал студию собственного ток-шоу. Здесь он играет себя, а картонные Лэнгфорд, Лайза Миннелли и другие гости сменяют друг друга. Это так же хорошо, как знаменитое „Это ты мне сказал?“ из „Таксиста“»[4].

## Дополнительная информация
- Во время съёмок фильма перед сценой, когда обезумевшая телезвезда бросается на надоедливого посетителя, Де Ниро отпустил в адрес своего партнёра Джерри Льюиса грубую антисемитскую тираду. Это достигло результата. Льюис вспоминает: «Я забыл, где камеры… Я рвался к глотке Бобби [здесь — уменьшительная форма от Роберта]» (сцена не вошла в фильм)[5].
- Аналогичная сцена с выступлением была показана в фильме «Джокер» 2019 года.